# Honestly
„Honestly” – drugi singel niemieckiego muzyka Daniela Schuhmachera, który został wydany w 2009 roku przez Columbia Records. Utwór został umieszczony na albumie Nothing to Lose.

## Lista utworów
- CD singel (2009)[1]

1. „Honestly” (Single Version) – 3:32
2. „Honestly” (Acoustic Version) – 3:32

## Notowania na listach sprzedaży
| Kraj    | Lista (2009)    | Najwyższa pozycja |
| ------- | --------------- | ----------------- |
| Niemcy  | Top 100 Singles | 22                |
| Austria | Singles Top 75  | 62                |